# Billie Jean King Cup Finals 2023
Les Billie Jean King Cup Finals 2023 corresponen al nivell més alt de la Billie Jean King Cup 2023. La competició es va disputar a Sevilla (Espanya) entre el 7 i el 12 de novembre de 2023. Les finals les van disputat els dotze millors països, on cada eliminatòria era composta per tres partits que es disputen el mateix dia, dos individuals i un de dobles.
L'equip canadenc va guanyar el primer títol de la seva història després de superar l'equip italià en la final.

## Equips
Els dotze equips nacionals que van participar en l'esdeveniment es van classificar segons: els dos finalistes de l'edició anterior, el país organitzador, els vuit guanyadors de la fase de classificació i un més convidat.
| Alemanya    | Austràlia (F) | Canadà     | Eslovènia |
| Espanya (A) | Estats Units  | França     | Itàlia    |
| Kazakhstan  | Polònia (C)   | Suïssa (G) | Txèquia   |

### Caps de sèrie
1. Suïssa
2. Austràlia
3. Espanya
4. França

### Participants
Grup A
| Suïssa                  | Suïssa | Suïssa |
| ----------------------- | ------ | ------ |
| Capità: Heinz Günthardt |        |        |
| Jugador                 | RI     | RD     |
| Belinda Bencic          | 17     | 197    |
| Viktorija Golubic       | 84     | 146    |
| Céline Naef             | 139    | 428    |
| Jil Teichmann           | 143    | 136    |
| Simona Waltert          | 166    | 397    |

| Txèquia             | Txèquia | Txèquia |
| ------------------- | ------- | ------- |
| Capità: Petr Pála   |         |         |
| Jugador             | RI      | RD      |
| Markéta Vondrousová | 7       | 44      |
| Barbora Krejčíková  | 10      | 13      |
| Marie Bouzková      | 34      | 23      |
| Linda Nosková       | 41      | 198     |
| Kateřina Siniaková  | 45      | 10      |

| Estats Units            | Estats Units | Estats Units |
| ----------------------- | ------------ | ------------ |
| Capitana: Kathy Rinaldi |              |              |
| Jugador                 | RI           | RD           |
| Sofia Kenin             | 33           | 434          |
| Sloane Stephens         | 48           | 629          |
| Peyton Stearns          | 53           | 101          |
| Danielle Collins        | 55           | 84           |
| Taylor Townsend         | 80           | 7            |

Grup B
| Austràlia              | Austràlia | Austràlia |
| ---------------------- | --------- | --------- |
| Capitana: Alicia Molik |           |           |
| Jugador                | RI        | RD        |
| Kimberly Birrell       | 113       | 233       |
| Storm Hunter           | 172       | 1         |
| Daria Saville          | 206       | 168       |
| Ellen Perez            | 500       | 17        |
| Ajla Tomljanović       | 549       | –         |

| Kazakhstan                  | Kazakhstan | Kazakhstan |
| --------------------------- | ---------- | ---------- |
| Capitana: Iaroslava Xvédova |            |            |
| Jugador                     | RI         | RD         |
| Ielena Ribàkina             | 4          | 119        |
| Yulia Putintseva            | 69         | 343        |
| Zhibek Kulambayeva          | 515        | 151        |
| Aruzhan Sagandikova         | 751        | 865        |
| Anna Danilina               | 814        | 56         |

| Eslovènia               | Eslovènia | Eslovènia |
| ----------------------- | --------- | --------- |
| Capità: Andrej Krasevec |           |           |
| Jugador                 | RI        | RD        |
| Tamara Zidanšek         | 100       | 351       |
| Kaja Juvan              | 69        | –         |
| Veronika Erjavec        | 183       | 153       |
| Nina Potočnik           | 543       | 656       |
| Ela Nala Milić          | 1024      | –         |

Grup C
| Espanya                       | Espanya | Espanya |
| ----------------------------- | ------- | ------- |
| Capitana: A. Medina Garrigues |         |         |
| Jugador                       | RI      | RD      |
| Sara Sorribes Tormo           | 50      | 33      |
| Rebeka Masarova               | 65      | 158     |
| Paula Badosa                  | 66      | 354     |
| Cristina Bucșa                | 83      | 66      |
| M. Bassols Ribera             | 110     | 381     |

| Canadà                    | Canadà | Canadà |
| ------------------------- | ------ | ------ |
| Capitana: Heidi El Tabakh |        |        |
| Jugador                   | RI     | RD     |
| Leylah Fernandez          | 35     | 20     |
| Rebecca Marino            | 176    | 1039   |
| Marina Stakusic           | 258    | 449    |
| Eugenie Bouchard          | 273    | –      |
| Gabriela Dabrowski        | –      | 8      |

| Polònia            | Polònia | Polònia |
| ------------------ | ------- | ------- |
| Capità: Dawid Celt |         |         |
| Jugador            | RI      | RD      |
| Magda Linette      | 24      | 42      |
| Magdalena Fręch    | 63      | 388     |
| Katarzyna Kawa     | 207     | 118     |
| Weronika Falkowska | 325     | 93      |
| Martyna Kubka      | 395     | 212     |

Grup D
| França                   | França | França |
| ------------------------ | ------ | ------ |
| Capità: Julien Benneteau |        |        |
| Jugador                  | RI     | RD     |
| Caroline Garcia          | 20     | 90     |
| Varvara Gracheva         | 40     | 903    |
| Clara Burel              | 61     | 644    |
| Alizé Cornet             | 118    | 317    |
| Kristina Mladenovic      | 249    | 70     |

| Itàlia                    | Itàlia | Itàlia |
| ------------------------- | ------ | ------ |
| Capitana: Tathiana Garbin |        |        |
| Jugador                   | RI     | RD     |
| Jasmine Paolini           | 30     | 97     |
| Martina Trevisan          | 43     | 390    |
| Elisabetta Cocciaretto    | 52     | 508    |
| Lucia Bronzetti           | 64     | 891    |
| Lucrezia Stefanini        | 119    | –      |

| Alemanya                 | Alemanya | Alemanya |
| ------------------------ | -------- | -------- |
| Capità: Rainer Schüttler |          |          |
| Jugador                  | RI       | RD       |
| Tatjana Maria            | 57       | 307      |
| Laura Siegemund          | 86       | 5        |
| Anna-Lena Friedsam       | 115      | 114      |
| Eva Lys                  | 130      | –        |
| Jule Niemeier            | 162      | 425      |

## Format
Els dotze equips es van dividir en quatre grups de tres equips per disputar la fase de grups en format round robin. Els primers classificats de cada grup van accedir a les semifinals, i els guanyadors de les semifinals accedien a la final per decidir l'equip campió del títol.
| Data             | Ronda       | Nombre d'equips          |
| ---------------- | ----------- | ------------------------ |
| 7–10 de novembre | Round robin | 12 (4 grups de 3 equips) |
| 11 de novembre   | Semifinals  | 4                        |
| 12 de novembre   | Final       | 2                        |

## Fase de grups

### Resum
| Grup | Primer    | Primer | Primer | Primer | Segon        | Segon | Segon | Segon | Tercer    | Tercer | Tercer | Tercer |
| Grup | País      | E      | P      | S      | País         | E     | P     | S     | País      | E      | P      | S      |
| ---- | --------- | ------ | ------ | ------ | ------------ | ----- | ----- | ----- | --------- | ------ | ------ | ------ |
| A    | Txèquia   | 2−0    | 5−1    | 10−3   | Estats Units | 1−1   | 4−2   | 8−5   | Suïssa    | 0−2    | 0−6    | 2−12   |
| B    | Eslovènia | 1−1    | 3−3    | 9−6    | Kazakhstan   | 1−1   | 3−3   | 7−8   | Austràlia | 1−1    | 3−3    | 6−8    |
| C    | Canadà    | 2−0    | 6−0    | 12−1   | Espanya      | 1−1   | 2−4   | 5−9   | Polònia   | 0−2    | 1−5    | 4−11   |
| D    | Itàlia    | 2−0    | 5−1    | 11−5   | França       | 1−1   | 4−2   | 10−6  | Alemanya  | 0−2    | 0−6    | 2−12   |

### Grup A

#### Classificació
| CS | País         | Suïssa | Txèquia | Estats Units | Punts | Partits | Sets | Pos. |
| 1  | Suïssa       |        | 0−3     | 0−3          | 0−2   | 0−6     | 2−12 | 3    |
|    | Txèquia      | 3−0    |         | 2−1          | 2−0   | 5−1     | 10−3 | 1    |
|    | Estats Units | 3−0    | 1−2     |              | 1−1   | 4−2     | 8−5  | 2    |

#### Suïssa vs. Txèquia
| · Suïssa · 0 | Estadio de La Cartuja, Sevilla, Espanya 7 de novembre de 2023 Dura interior | Estadio de La Cartuja, Sevilla, Espanya 7 de novembre de 2023 Dura interior | · Txèquia · 3 |     |     |  |
| \| \| [4] \| \| 1 \| 2 \| 3 \| \| \| - \| ---------------- \| ------------------------------------------------------------------------- \| ---- \| --- \| --- \| \| \| 1 \| Suïssa · Txèquia \| Céline Naef Linda Nosková \| 62 7 \| 6 4 \| 4 6 \| \| \| 2 \| Suïssa · Txèquia \| Viktorija Golubic Marie Bouzková \| 4 6 \| 4 6 \| \| \| \| 3 \| Suïssa · Txèquia \| Viktorija Golubic / Jil Teichmann Barbora Krejčíková / Kateřina Siniaková \| 63 7 \| 2 6 \| \| \| |                                                                             |                                                                             |               |     |     |  |
| | [ 4 ]                                                                       |                                                                             | 1             | 2   | 3   |  |
| 1 | Suïssa · Txèquia                                                            | Céline Naef Linda Nosková                                                   | 62 7          | 6 4 | 4 6 |  |
| 2 | Suïssa · Txèquia                                                            | Viktorija Golubic Marie Bouzková                                            | 4 6           | 4 6 |     |  |
| 3 | Suïssa · Txèquia                                                            | Viktorija Golubic / Jil Teichmann Barbora Krejčíková / Kateřina Siniaková   | 63 7          | 2 6 |     |  |

#### Suïssa vs. Estats Units
| · Suïssa · 0 | Estadio de La Cartuja, Sevilla, Espanya 9 de novembre de 2023 Dura interior | Estadio de La Cartuja, Sevilla, Espanya 9 de novembre de 2023 Dura interior | · Estats Units · 3 |      |     |  |
| \| \| [5] \| \| 1 \| 2 \| 3 \| \| \| - \| --------------------- \| ---------------------------------------------------------------- \| ---- \| ---- \| --- \| \| \| 1 \| Suïssa · Estats Units \| Céline Naef Danielle Collins \| 64 7 \| 1 6 \| \| \| \| 2 \| Suïssa · Estats Units \| Viktorija Golubic Sofia Kenin \| 3 6 \| 7 61 \| 5 7 \| \| \| 3 \| Suïssa · Estats Units \| Jil Teichmann / Simona Waltert Sloane Stephens / Taylor Townsend \| 1 6 \| 63 7 \| \| \| |                                                                             |                                                                             |                    |      |     |  |
| | [ 5 ]                                                                       |                                                                             | 1                  | 2    | 3   |  |
| 1 | Suïssa · Estats Units                                                       | Céline Naef Danielle Collins                                                | 64 7               | 1 6  |     |  |
| 2 | Suïssa · Estats Units                                                       | Viktorija Golubic Sofia Kenin                                               | 3 6                | 7 61 | 5 7 |  |
| 3 | Suïssa · Estats Units                                                       | Jil Teichmann / Simona Waltert Sloane Stephens / Taylor Townsend            | 1 6                | 63 7 |     |  |

#### Txèquia vs. Estats Units
| · Txèquia · 2 | Estadio de La Cartuja, Sevilla, Espanya 10 de novembre de 2023 Dura interior | Estadio de La Cartuja, Sevilla, Espanya 10 de novembre de 2023 Dura interior | · Estats Units · 1 |     |   |  |
| \| \| [6] \| \| 1 \| 2 \| 3 \| \| \| - \| ---------------------- \| -------------------------------------------------------------------------- \| --- \| --- \| - \| \| \| 1 \| Txèquia · Estats Units \| Kateřina Siniaková Danielle Collins \| 3 6 \| 2 6 \| \| \| \| 2 \| Txèquia · Estats Units \| Markéta Vondrousová Sofia Kenin \| 6 1 \| 6 1 \| \| \| \| 3 \| Txèquia · Estats Units \| Barbora Krejčíková / Kateřina Siniaková Danielle Collins / Taylor Townsend \| 6 3 \| 7 5 \| \| \| |                                                                              |                                                                              |                    |     |   |  |
| | [ 6 ]                                                                        |                                                                              | 1                  | 2   | 3 |  |
| 1 | Txèquia · Estats Units                                                       | Kateřina Siniaková Danielle Collins                                          | 3 6                | 2 6 |   |  |
| 2 | Txèquia · Estats Units                                                       | Markéta Vondrousová Sofia Kenin                                              | 6 1                | 6 1 |   |  |
| 3 | Txèquia · Estats Units                                                       | Barbora Krejčíková / Kateřina Siniaková Danielle Collins / Taylor Townsend   | 6 3                | 7 5 |   |  |

### Grup B

#### Classificació
| CS | País       | Austràlia | Kazakhstan | Eslovènia | Punts | Partits | Sets | Pos. |
| 2  | Austràlia  |           | 2−1        | 1−2       | 1−1   | 3−3     | 6−8  | 3    |
|    | Kazakhstan | 1−2       |            | 2−1       | 1−1   | 3−3     | 7−8  | 2    |
|    | Eslovènia  | 2−1       | 1−2        |           | 1−1   | 3−3     | 9−6  | 1    |

#### Austràlia vs. Eslovènia
| · Austràlia · 1 | Estadio de La Cartuja, Sevilla, Espanya 7 de novembre de 2023 Dura interior | Estadio de La Cartuja, Sevilla, Espanya 7 de novembre de 2023 Dura interior | · Eslovènia · 2 |      |          |  |
| \| \| [7] \| \| 1 \| 2 \| 3 \| \| \| - \| --------------------- \| ------------------------------------------------------------- \| --- \| ---- \| -------- \| \| \| 1 \| Austràlia · Eslovènia \| Ajla Tomljanović Kaja Juvan \| 4 6 \| 1 6 \| \| \| \| 2 \| Austràlia · Eslovènia \| Daria Saville Tamara Zidansek \| 1 6 \| 4 6 \| \| \| \| 3 \| Austràlia · Eslovènia \| Kimberly Birrell / Daria Saville Kaja Juvan / Tamara Zidansek \| 7 5 \| 62 7 \| [10] [5] \| \| |                                                                             |                                                                             |                 |      |          |  |
| | [ 7 ]                                                                       |                                                                             | 1               | 2    | 3        |  |
| 1 | Austràlia · Eslovènia                                                       | Ajla Tomljanović Kaja Juvan                                                 | 4 6             | 1 6  |          |  |
| 2 | Austràlia · Eslovènia                                                       | Daria Saville Tamara Zidansek                                               | 1 6             | 4 6  |          |  |
| 3 | Austràlia · Eslovènia                                                       | Kimberly Birrell / Daria Saville Kaja Juvan / Tamara Zidansek               | 7 5             | 62 7 | [10] [5] |  |

#### Austràlia vs. Kazakhstan
| · Austràlia · 2 | Estadio de La Cartuja, Sevilla, Espanya 9 de novembre de 2023 Dura interior | Estadio de La Cartuja, Sevilla, Espanya 9 de novembre de 2023 Dura interior | · Kazakhstan · 1 |     |          |  |
| \| \| [8] \| \| 1 \| 2 \| 3 \| \| \| - \| ---------------------- \| ----------------------------------------------------------- \| ---- \| --- \| -------- \| \| \| 1 \| Austràlia · Kazakhstan \| Storm Hunter Anna Dalinina \| 7 62 \| 6 4 \| \| \| \| 2 \| Austràlia · Kazakhstan \| Kimberly Birrell Yulia Putintseva \| 0 6 \| 5 7 \| \| \| \| 3 \| Austràlia · Kazakhstan \| Storm Hunter / Ellen Perez Anna Dalinina / Yulia Putintseva \| 6 1 \| 4 6 \| [10] [5] \| \| |                                                                             |                                                                             |                  |     |          |  |
| | [ 8 ]                                                                       |                                                                             | 1                | 2   | 3        |  |
| 1 | Austràlia · Kazakhstan                                                      | Storm Hunter Anna Dalinina                                                  | 7 62             | 6 4 |          |  |
| 2 | Austràlia · Kazakhstan                                                      | Kimberly Birrell Yulia Putintseva                                           | 0 6              | 5 7 |          |  |
| 3 | Austràlia · Kazakhstan                                                      | Storm Hunter / Ellen Perez Anna Dalinina / Yulia Putintseva                 | 6 1              | 4 6 | [10] [5] |  |

#### Kazakhstan vs. Eslovènia
| · Kazakhstan · 2 | Estadio de La Cartuja, Sevilla, Espanya 10 de novembre de 2023 Dura interior | Estadio de La Cartuja, Sevilla, Espanya 10 de novembre de 2023 Dura interior | · Eslovènia · 1 |     |          |          |
| \| \| [9] \| \| 1 \| 2 \| 3 \| \| \| - \| ---------------------- \| -------------------------------------------------------------------- \| --- \| --- \| -------- \| -------- \| \| 1 \| Kazakhstan · Eslovènia \| Anna Dalinina Kaja Juvan \| 1 6 \| 0 6 \| \| \| \| 2 \| Kazakhstan · Eslovènia \| Yulia Putintseva Tamara Zidansek \| 2 6 \| 6 2 \| 0 \| retirada \| \| 3 \| Kazakhstan · Eslovènia \| Anna Dalinina / Zhibek Kulambayeva Veronika Erjavec / Ela Nala Milic \| 2 6 \| 6 4 \| [10] [7] \| \| |                                                                              |                                                                              |                 |     |          |          |
| | [ 9 ]                                                                        |                                                                              | 1               | 2   | 3        |          |
| 1 | Kazakhstan · Eslovènia                                                       | Anna Dalinina Kaja Juvan                                                     | 1 6             | 0 6 |          |          |
| 2 | Kazakhstan · Eslovènia                                                       | Yulia Putintseva Tamara Zidansek                                             | 2 6             | 6 2 | 0        | retirada |
| 3 | Kazakhstan · Eslovènia                                                       | Anna Dalinina / Zhibek Kulambayeva Veronika Erjavec / Ela Nala Milic         | 2 6             | 6 4 | [10] [7] |          |

### Grup C

#### Classificació
| CS | País    | Espanya | Canadà | Polònia | Punts | Partits | Sets | Pos. |
| 3  | Espanya |         | 0−3    | 2−1     | 1−1   | 2−4     | 5−9  | 2    |
|    | Canadà  | 3−0     |        | 3−0     | 2−0   | 6−0     | 12−1 | 1    |
|    | Polònia | 1−2     | 0−3    |         | 0−2   | 1−5     | 4−11 | 3    |

#### Espanya vs. Canadà
| · Espanya · 0 | Estadio de La Cartuja, Sevilla, Espanya 8 de novembre de 2023 Dura interior | Estadio de La Cartuja, Sevilla, Espanya 8 de novembre de 2023 Dura interior | · Canadà · 3 |     |   |  |
| \| \| [10] \| \| 1 \| 2 \| 3 \| \| \| - \| ---------------- \| --------------------------------------------------------------------------- \| ---- \| --- \| - \| \| \| 1 \| Espanya · Canadà \| Rebeka Masarova Marina Stakusic \| 3 6 \| 1 6 \| \| \| \| 2 \| Espanya · Canadà \| Sara Sorribes Tormo Leylah Fernandez \| 68 7 \| 67 \| \| \| \| 3 \| Espanya · Canadà \| Rebeka Masarova / Sara Sorribes Tormo Eugenie Bouchard / Gabriela Dabrowski \| 3 6 \| 5 7 \| \| \| |                                                                             |                                                                             |              |     |   |  |
| | [ 10 ]                                                                      |                                                                             | 1            | 2   | 3 |  |
| 1 | Espanya · Canadà                                                            | Rebeka Masarova Marina Stakusic                                             | 3 6          | 1 6 |   |  |
| 2 | Espanya · Canadà                                                            | Sara Sorribes Tormo Leylah Fernandez                                        | 68 7         | 67  |   |  |
| 3 | Espanya · Canadà                                                            | Rebeka Masarova / Sara Sorribes Tormo Eugenie Bouchard / Gabriela Dabrowski | 3 6          | 5 7 |   |  |

#### Canadà vs. Polònia
| · Canadà · 3 | Estadio de La Cartuja, Sevilla, Espanya 9 de novembre de 2023 Dura interior | Estadio de La Cartuja, Sevilla, Espanya 9 de novembre de 2023 Dura interior | · Polònia · 0 |     |     |  |
| \| \| [11] \| \| 1 \| 2 \| 3 \| \| \| - \| ---------------- \| ------------------------------------------------------------------------- \| --- \| --- \| --- \| \| \| 1 \| Canadà · Polònia \| Marina Stakusic Magdalena Frech \| 4 6 \| 7 5 \| 6 3 \| \| \| 2 \| Canadà · Polònia \| Leylah Fernandez Magda Linette \| 6 2 \| 6 3 \| \| \| \| 3 \| Canadà · Polònia \| Eugenie Bouchard / Gabriela Dabrowski Weronika Falkowska / Katarzyna Kawa \| 6 2 \| 6 3 \| \| \| |                                                                             |                                                                             |               |     |     |  |
| | [ 11 ]                                                                      |                                                                             | 1             | 2   | 3   |  |
| 1 | Canadà · Polònia                                                            | Marina Stakusic Magdalena Frech                                             | 4 6           | 7 5 | 6 3 |  |
| 2 | Canadà · Polònia                                                            | Leylah Fernandez Magda Linette                                              | 6 2           | 6 3 |     |  |
| 3 | Canadà · Polònia                                                            | Eugenie Bouchard / Gabriela Dabrowski Weronika Falkowska / Katarzyna Kawa   | 6 2           | 6 3 |     |  |

#### Espanya vs. Polònia
| · Espanya · 1 | Estadio de La Cartuja, Sevilla, Espanya 10 de novembre de 2023 Dura interior | Estadio de La Cartuja, Sevilla, Espanya 10 de novembre de 2023 Dura interior | · Polònia · 2 |      |          |  |
| \| \| [12] \| \| 1 \| 2 \| 3 \| \| \| - \| ----------------- \| --------------------------------------------------------------------- \| ---- \| ---- \| -------- \| \| \| 1 \| Espanya · Polònia \| Rebeka Masarova Katarzyna Kawa \| 2 6 \| 6 3 \| 6 2 \| \| \| 2 \| Espanya · Polònia \| Sara Sorribes Tormo Magda Linette \| 7 65 \| 6 3 \| \| \| \| 3 \| Espanya · Polònia \| Marina Bassols Ribera / Cristina Bucșa Katarzyna Kawa / Martyna Kubka \| 0 6 \| 7 62 \| [3] [10] \| \| |                                                                              |                                                                              |               |      |          |  |
| | [ 12 ]                                                                       |                                                                              | 1             | 2    | 3        |  |
| 1 | Espanya · Polònia                                                            | Rebeka Masarova Katarzyna Kawa                                               | 2 6           | 6 3  | 6 2      |  |
| 2 | Espanya · Polònia                                                            | Sara Sorribes Tormo Magda Linette                                            | 7 65          | 6 3  |          |  |
| 3 | Espanya · Polònia                                                            | Marina Bassols Ribera / Cristina Bucșa Katarzyna Kawa / Martyna Kubka        | 0 6           | 7 62 | [3] [10] |  |

### Grup D

#### Classificació
| CS | País     | França | Itàlia | Alemanya | Punts | Partits | Sets | Pos. |
| 4  | França   |        | 1−2    | 3−0      | 1−1   | 4−2     | 10−6 | 2    |
|    | Itàlia   | 2−1    |        | 3−0      | 2−0   | 5−1     | 11−5 | 1    |
|    | Alemanya | 0−3    | 0−3    |          | 0−2   | 0−6     | 2−12 | 3    |

#### França vs. Itàlia
| · França · 1 | Estadio de La Cartuja, Sevilla, Espanya 8 de novembre de 2023 Dura interior | Estadio de La Cartuja, Sevilla, Espanya 8 de novembre de 2023 Dura interior     | · Itàlia · 2 |     |          |  |
| \| \| [13] \| \| 1 \| 2 \| 3 \| \| \| - \| --------------- \| ------------------------------------------------------------------------------- \| --- \| --- \| -------- \| \| \| 1 \| França · Itàlia \| Alizé Cornet Martina Trevisan \| 6 2 \| 2 6 \| 2 6 \| \| \| 2 \| França · Itàlia \| Caroline Garcia Jasmine Paolini \| 6 7 \| 7 5 \| 4 6 \| \| \| 3 \| França · Itàlia \| Caroline Garcia / Kristina Mladenovic Elisabetta Cocciaretto / Martina Trevisan \| 5 7 \| 6 2 \| [10] [6] \| \| |                                                                             |                                                                                 |              |     |          |  |
| | [ 13 ]                                                                      |                                                                                 | 1            | 2   | 3        |  |
| 1 | França · Itàlia                                                             | Alizé Cornet Martina Trevisan                                                   | 6 2          | 2 6 | 2 6      |  |
| 2 | França · Itàlia                                                             | Caroline Garcia Jasmine Paolini                                                 | 6 7          | 7 5 | 4 6      |  |
| 3 | França · Itàlia                                                             | Caroline Garcia / Kristina Mladenovic Elisabetta Cocciaretto / Martina Trevisan | 5 7          | 6 2 | [10] [6] |  |

#### Itàlia vs. Alemanya
| · Itàlia · 3 | Estadio de La Cartuja, Sevilla, Espanya 9 de novembre de 2023 Dura interior | Estadio de La Cartuja, Sevilla, Espanya 9 de novembre de 2023 Dura interior   | · Alemanya · 0 |      |          |  |
| \| \| [14] \| \| 1 \| 2 \| 3 \| \| \| - \| ----------------- \| ----------------------------------------------------------------------------- \| --- \| ---- \| -------- \| \| \| 1 \| Itàlia · Alemanya \| Martina Trevisan Eva Lys \| 7 6 \| 6 1 \| \| \| \| 2 \| Itàlia · Alemanya \| Jasmine Paolini Anna-Lena Friedsam \| 6 3 \| 6 2 \| \| \| \| 3 \| Itàlia · Alemanya \| Lucia Brunzetti / Elisabetta Cocciaretto Anna-Lena Friedsam / Laura Siegemund \| 6 4 \| 64 7 \| [11] [9] \| \| |                                                                             |                                                                               |                |      |          |  |
| | [ 14 ]                                                                      |                                                                               | 1              | 2    | 3        |  |
| 1 | Itàlia · Alemanya                                                           | Martina Trevisan Eva Lys                                                      | 7 6            | 6 1  |          |  |
| 2 | Itàlia · Alemanya                                                           | Jasmine Paolini Anna-Lena Friedsam                                            | 6 3            | 6 2  |          |  |
| 3 | Itàlia · Alemanya                                                           | Lucia Brunzetti / Elisabetta Cocciaretto Anna-Lena Friedsam / Laura Siegemund | 6 4            | 64 7 | [11] [9] |  |

#### França vs. Alemanya
| · França · 3 | Estadio de La Cartuja, Sevilla, Espanya 10 de novembre de 2023 Dura interior | Estadio de La Cartuja, Sevilla, Espanya 10 de novembre de 2023 Dura interior | · Alemanya · 0 |     |        |          |
| \| \| [15] \| \| 1 \| 2 \| 3 \| \| \| - \| ----------------- \| --------------------------------------------------------------------- \| --- \| --- \| ------ \| -------- \| \| 1 \| França · Alemanya \| Clara Burel Jule Niemeier \| 6 4 \| 6 3 \| \| \| \| 2 \| França · Alemanya \| Varvara Gracheva Tatjana Maria \| 0 3 \| \| \| retirada \| \| 3 \| França · Alemanya \| Caroline Garcia / Kristina Mladenovic Jule Niemeier / Laura Siegemund \| 5 7 \| 6 3 \| [10] 1 \| \| |                                                                              |                                                                              |                |     |        |          |
| | [ 15 ]                                                                       |                                                                              | 1              | 2   | 3      |          |
| 1 | França · Alemanya                                                            | Clara Burel Jule Niemeier                                                    | 6 4            | 6 3 |        |          |
| 2 | França · Alemanya                                                            | Varvara Gracheva Tatjana Maria                                               | 0 3            |     |        | retirada |
| 3 | França · Alemanya                                                            | Caroline Garcia / Kristina Mladenovic Jule Niemeier / Laura Siegemund        | 5 7            | 6 3 | [10] 1 |          |

## Fase final

### Quadre
|  | Semifinals 11 de novembre | Semifinals 11 de novembre | Semifinals 11 de novembre |   |        | Final 12 de novembre | Final 12 de novembre | Final 12 de novembre |  |  |  |
|  |                           |                           |                           |   |        |                      |                      |                      |  |  |  |
|  |                           |                           |                           |   |        |                      |                      |                      |  |  |  |
|  |                           | Txèquia                   | 1                         |   |        |                      |                      |                      |  |  |  |
|  |                           | Txèquia                   | 1                         |   |        |                      |                      |                      |  |  |  |
|  |                           | Canadà                    | 2                         |   |        |                      |                      |                      |  |  |  |
|  |                           | Canadà                    | 2                         |   | Canadà | 2                    |                      |                      |  |  |  |
|  |                           |                           |                           |   | Canadà | 2                    |                      |                      |  |  |  |
|  |                           |                           | Itàlia                    | 0 |        |                      |                      |                      |  |  |  |
|  |                           | Itàlia                    | Itàlia                    | 0 | 2      |                      |                      |                      |  |  |  |
|  |                           |                           |                           |   |        |                      |                      |                      |  |  |  |
|  |                           | Eslovènia                 | 0                         |   |        |                      |                      |                      |  |  |  |

### Semifinals

#### Itàlia vs. Eslovènia
| · Itàlia · 2 | Estadio de La Cartuja, Sevilla, Espanya 11 de novembre de 2023 Dura interior | Estadio de La Cartuja, Sevilla, Espanya 11 de novembre de 2023 Dura interior | · Eslovènia · 0 |     |     |             |
| \| \| [16] \| \| 1 \| 2 \| 3 \| \| \| - \| ------------------ \| ---------------------------------------------------------------------- \| --- \| --- \| --- \| ----------- \| \| 1 \| Itàlia · Eslovènia \| Martina Trevisan Kaja Kuvan \| 7 6 \| 6 3 \| \| \| \| 2 \| Itàlia · Eslovènia \| Jasmine Paolini Tamara Zidansek \| 6 2 \| 4 6 \| 6 3 \| \| \| 3 \| Itàlia · Eslovènia \| Elisabetta Cocciaretto / Martina Trevisan Kaja Kuvan / Tamara Zidansek \| \| \| \| no disputat \| |                                                                              |                                                                              |                 |     |     |             |
| | [ 16 ]                                                                       |                                                                              | 1               | 2   | 3   |             |
| 1 | Itàlia · Eslovènia                                                           | Martina Trevisan Kaja Kuvan                                                  | 7 6             | 6 3 |     |             |
| 2 | Itàlia · Eslovènia                                                           | Jasmine Paolini Tamara Zidansek                                              | 6 2             | 4 6 | 6 3 |             |
| 3 | Itàlia · Eslovènia                                                           | Elisabetta Cocciaretto / Martina Trevisan Kaja Kuvan / Tamara Zidansek       |                 |     |     | no disputat |

#### Txèquia vs. Canadà
| · Txèquia · 1 | Estadio de La Cartuja, Sevilla, Espanya 11 de novembre de 2023 Dura interior | Estadio de La Cartuja, Sevilla, Espanya 11 de novembre de 2023 Dura interior  | · Canadà · 2 |      |     |  |
| \| \| [17] \| \| 1 \| 2 \| 3 \| \| \| - \| ---------------- \| ----------------------------------------------------------------------------- \| --- \| ---- \| --- \| \| \| 1 \| Txèquia · Canadà \| Barbora Krejčíková Marina Stakusic \| 6 2 \| 6 1 \| \| \| \| 2 \| Txèquia · Canadà \| Markéta Vondrousová Leylah Fernandez \| 2 6 \| 6 2 \| 3 6 \| \| \| 3 \| Txèquia · Canadà \| Barbora Krejčíková / Kateřina Siniaková Gabriela Dabrowski / Leylah Fernandez \| 5 7 \| 63 7 \| \| \| |                                                                              |                                                                               |              |      |     |  |
| | [ 17 ]                                                                       |                                                                               | 1            | 2    | 3   |  |
| 1 | Txèquia · Canadà                                                             | Barbora Krejčíková Marina Stakusic                                            | 6 2          | 6 1  |     |  |
| 2 | Txèquia · Canadà                                                             | Markéta Vondrousová Leylah Fernandez                                          | 2 6          | 6 2  | 3 6 |  |
| 3 | Txèquia · Canadà                                                             | Barbora Krejčíková / Kateřina Siniaková Gabriela Dabrowski / Leylah Fernandez | 5 7          | 63 7 |     |  |

### Final
| · Canadà · 2 | Estadio de La Cartuja, Sevilla, Espanya 12 de novembre de 2023 Dura interior | Estadio de La Cartuja, Sevilla, Espanya 12 de novembre de 2023 Dura interior    | · Itàlia · 0 |     |   |             |
| \| \| [18] \| \| 1 \| 2 \| 3 \| \| \| - \| --------------- \| ------------------------------------------------------------------------------- \| --- \| --- \| - \| ----------- \| \| 1 \| Canadà · Itàlia \| Marina Stakusic Martina Trevisan \| 7 5 \| 6 3 \| \| \| \| 2 \| Canadà · Itàlia \| Leylah Fernandez Jasmine Paolini \| 6 2 \| 6 3 \| \| \| \| 3 \| Canadà · Itàlia \| Gabriela Dabrowski / Leylah Fernandez Elisabetta Cocciaretto / Martina Trevisan \| \| \| \| no disputat \| |                                                                              |                                                                                 |              |     |   |             |
| | [ 18 ]                                                                       |                                                                                 | 1            | 2   | 3 |             |
| 1 | Canadà · Itàlia                                                              | Marina Stakusic Martina Trevisan                                                | 7 5          | 6 3 |   |             |
| 2 | Canadà · Itàlia                                                              | Leylah Fernandez Jasmine Paolini                                                | 6 2          | 6 3 |   |             |
| 3 | Canadà · Itàlia                                                              | Gabriela Dabrowski / Leylah Fernandez Elisabetta Cocciaretto / Martina Trevisan |              |     |   | no disputat |